# Pomport
Pomport ist eine französische Gemeinde mit 738 Einwohnern (Stand 1. Januar 2022) im Département Dordogne in der Region Nouvelle-Aquitaine (vor 2016: Aquitanien). Die Gemeinde gehört zum Arrondissement Bergerac und zum Kanton Sud-Bergeracois.
Der Name in der okzitanischen Sprache lautet Pompòrt, über dessen Ursprung es viele unterschiedliche Theorien gibt. Er könnte auf das urkeltische pomp (deutsch Hügel, Anhöhe) zurückgehen. Das Zentrum von Pomport liegt tatsächlich auf einer Anhöhe. Eine andere Theorie favorisiert die Ableitung aus den lateinischen Wörtern poma (deutsch Früchte des Bodens) und portans (deutsch tragend). Der Anbau von Wein seit dem Mittelalter könnte dies unterstreichen. Aufgrund der Lage an einem Pilgerweg nach Santiago de Compostela ist auch eine Ableitung des lateinischen portus (deutsch Hafen) möglich. Ähnliche Beispiele von Ortsnamen am Jakobsweg sind Somport und Saint-Jean-Pied-de-Port.
Die Einwohner werden Pomportois und Pomportoises genannt.

## Geographie
Pomport liegt ca. zehn Kilometer südwestlich im Einzugsbereich (Aire urbaine) von Bergerac im Gebiet Bergeracois der historischen Provinz Périgord am südlichen Rand des Départements.
Umgeben wird Pomport von den Nachbargemeinden:
| Gageac-et-Rouillac | Lamonzie-Saint-Martin                       | Saint-Laurent-des-Vignes |
|                    | Kompassrose, die auf Nachbargemeinden zeigt | Monbazillac              |
| Cunèges            | Sigoulès Flaugeac                           | Rouffignac-de-Sigoulès   |

Pomport liegt in dem Einzugsgebiet des Flusses Dordogne.
Die Gardonnette, einer seiner Nebenflüsse, durchquert das Gebiet der Gemeinde ebenso wie ihre Nebenflüsse, die in Pomport entspringen:
- der Courbarieux (Gewässerkennzahl P5330550),
- der gleichnamige Courbarieux (Gewässerkennzahl P5330580) und
- der Ruisseau de la Peyronnette.[6]

## Geschichte
Die Weinberge, die auch heute noch Grundlage von wirtschaftlichen Aktivitäten bilden, wurden ab 1100 von Mönchen von Saint-Martin in Bergerac und von Labadie in Colombier geschaffen. Die Bewohner von Pomport haben sie in der Folge vermehrt. Der Handel mit Wein konnte sich durch die Verschiffung der Produkte über den Fluss entwickeln, denn in früher Zeit gab es keine andere Verkehrsanbindung der Gemeinde. Die Anzahl von Pilgern auf dem Jakobsweg erhöhte sich vor allem nach der Errichtung einer Befestigung in Bergerac zu Beginn des 12. Jahrhunderts. Außerdem gab es in Saint-Mayme ein Priorat, das einer Dependance der Abtei von Saint-Cybard in Angoulême unterstand, die sich in Trémolat befand.
Pomport diente der Kastellanei von Bergerac als militärisches Hauptquartier. Auf dem Gebiet der Gemeinde wurde die Festung Montcuq errichtet, die eine maßgebliche Rolle im Hundertjährigen Krieg spielte. Henry of Grosmont, 1. Duke of Lancaster, Earl of Derby, war Leutnant der Armee des englischen Königs. Seine Truppen entsetzte die von Truppen der französischen Krone belagerten Festung Montcuq, bevor er am 24. August 1345 von dort aufbrach, um in die Schlacht von Bergerac zu ziehen. Montcuq gehörte den Familien Pons und Rudel, Grundherren von Bergerac im 12. und im 13. Jahrhundert. Im 14. Jahrhundert verloren sie an Macht. Der Gerichtsbezirk von Montcuq reduzierte sich auf zwölf Pfarrgemeinden, und die Familie d’Albret erwarb das Recht von 1334 bis in das 16. Jahrhundert. Im Jahre 1600 wurde Monbazillac unabhängig und die Kastellanei umfasste nur noch Pomport, Saint-Mayme, Le Monteil und Rouillac. 1620 bis 1622 eroberte Hauptmann Montlong, ein Vasall Montcuqs, in der herrschenden Unordnung zwischen protestantischen und königlichen Truppen die alte Festung und verschanzte sich dort. Im Jahre 1628 wurde Montcuq auf Anordnung von Kardinal Richelieu geschleift und war nur noch eine Ruine, als sie von den Croquants besetzt wurde. Gontaut Biron erwarb die Grundherrschaft im Jahre 1714 über eine Erbschaft. Die Ruinen der Burg wurden aber nicht mehr im Register verzeichnet. Ein Brand hat die letzten Gebäude inzwischen vernichtet. 1777 wurde Montcuq zu gleichen Teilen an Louis de Brianson, Baron von Perrou, und Hilaire de Fonvielle, Seigneur von Monboucher, verkauft. Am Ende des 19. Jahrhunderts konnte man anhand der ein bis eineinhalb Meter hohen Mauerreste noch das frühere Aussehen erahnen. Die Burganlage hatte eine ovale Form und erstreckte sich auf eine Fläche von 100 Meter in der Länge und 30 Meter in der Breite. Eine mehrere Meter breite Terrasse, die von einem Graben umgeben war, führte um das Plateau. Die Mauern wurden seitdem abgerissen. Allerdings wurden hier Äxte aus Feuerstein, römische Keramik und Münzen gefunden.
Bei der Neuordnung der Territorien während der Französischen Revolution wurde die Pfarrgemeinde Saint-Mayme eingegliedert.

### Toponymie
Toponyme und Erwähnungen von Pomport waren:
- Sanctus Petrus de Pomport (1142, Kopialbuch der Abtei von Saint-Cybard),
- Pomporn und Pompornium (1494, Schriftensammlung des Abbé de Lespine),
- Ponport (1750 und 1793, Karte von Cassini bzw. Notice Communale),
- Pomport (1801, Bulletin des Lois).[9][11][10]

### Einwohnerentwicklung
Mit dem Beginn der Aufzeichnungen erreichte die Einwohnerzahl einen Höchststand von 1385. In der Folgezeit sank die Größe der Gemeinde bei kurzen Erholungsphasen bis zu den 1980er Jahren auf rund 640 Einwohner, bevor eine Wachstumsphase einsetzte, die in jüngster Zeit stagnierte.
| Jahr      | 1962 | 1968 | 1975 | 1982 | 1990 | 1999 | 2006 | 2010 | 2022 |
| --------- | ---- | ---- | ---- | ---- | ---- | ---- | ---- | ---- | ---- |
| Einwohner | 868  | 765  | 673  | 641  | 655  | 707  | 769  | 804  | 738  |

## Sehenswürdigkeiten

### KapelleSaint-Mayme
Die Kapelle wurde im 12. Jahrhundert erbaut und war von der Abtei von Saint-Cybard in Angoulême abhängig. Im Laufe der Jahrhunderte wurde sie mehrmals zerstört. Ihr Langhaus mit einem Kirchenschiff ohne Joch geht in einen halbrunden Chor über. Die Westfassade zeigt ein Eingangsportal in Form eines gedrückten Spitzbogens, der mit einer einfachen Wulst verziert ist. Darüber befindet sich eine Nische mit einem Kreuz. Oben geht die Fassade in einen Glockengiebel mit zwei Öffnungen für die Glocken über. Die Apsis und die Westfassade mit dem Glockengiebel sind seit dem 15. Januar 1974 als Monument historique eingeschrieben.

Kapelle Saint-Mayme
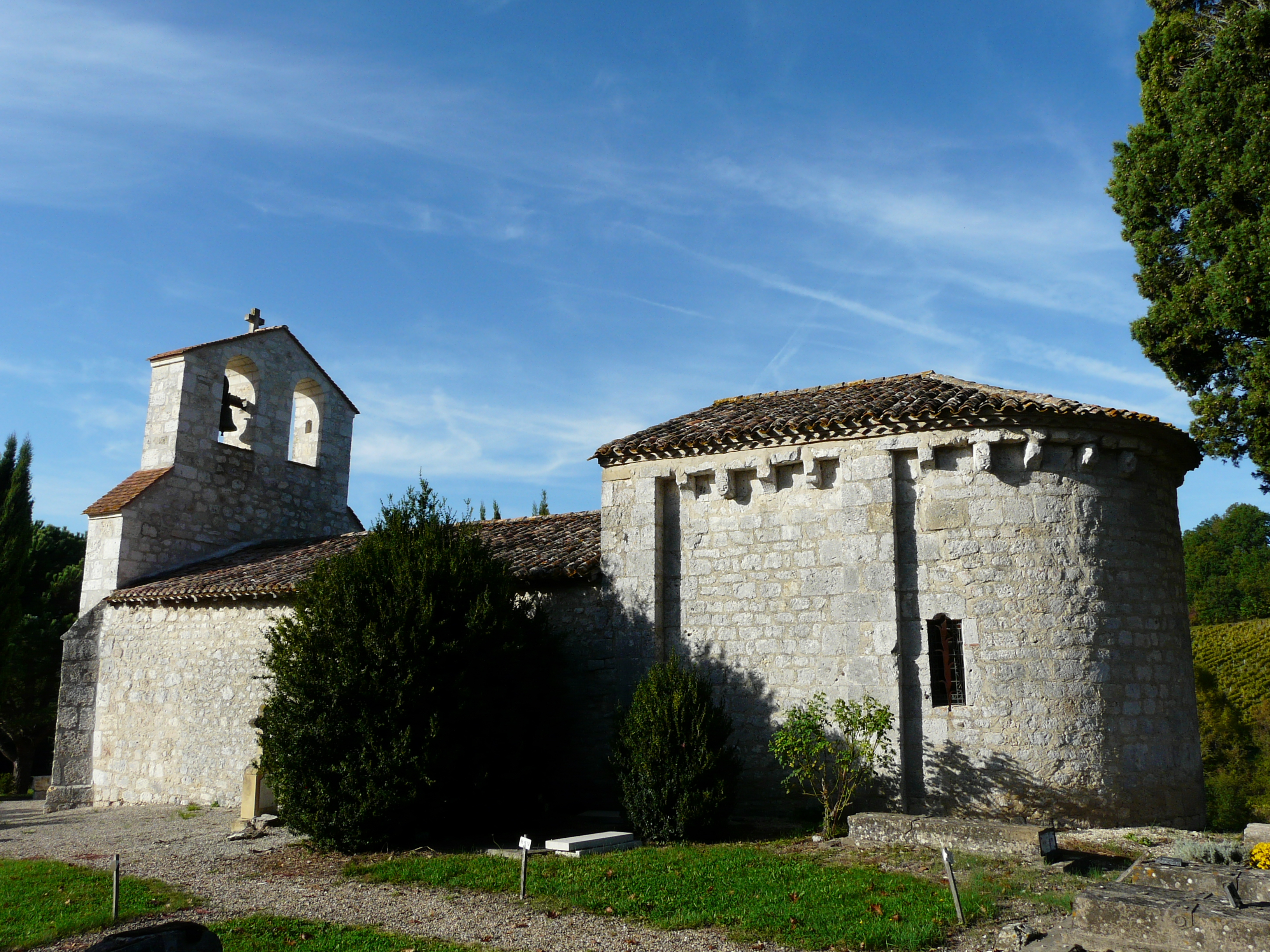
Südfassade
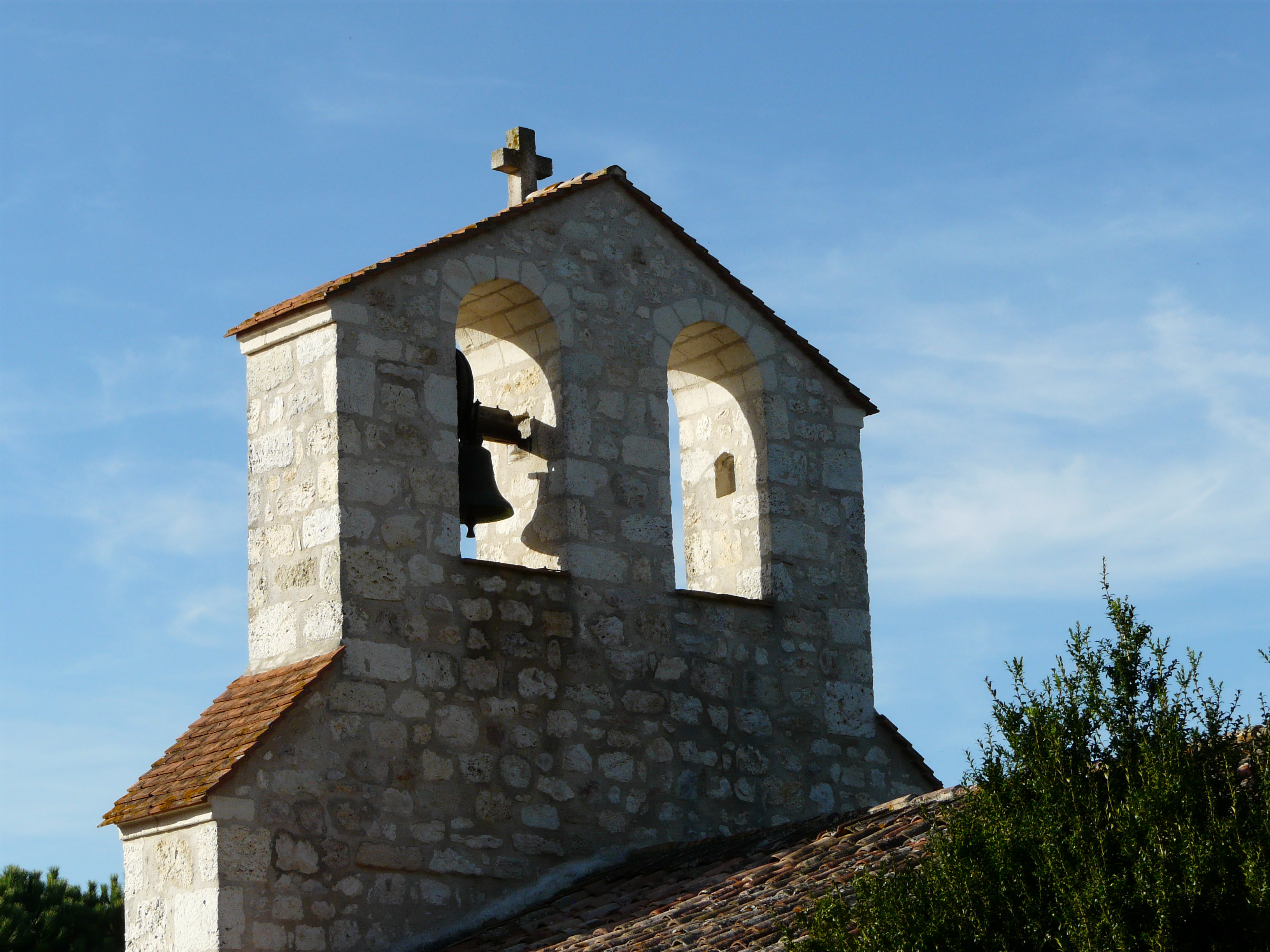
Glockengiebel
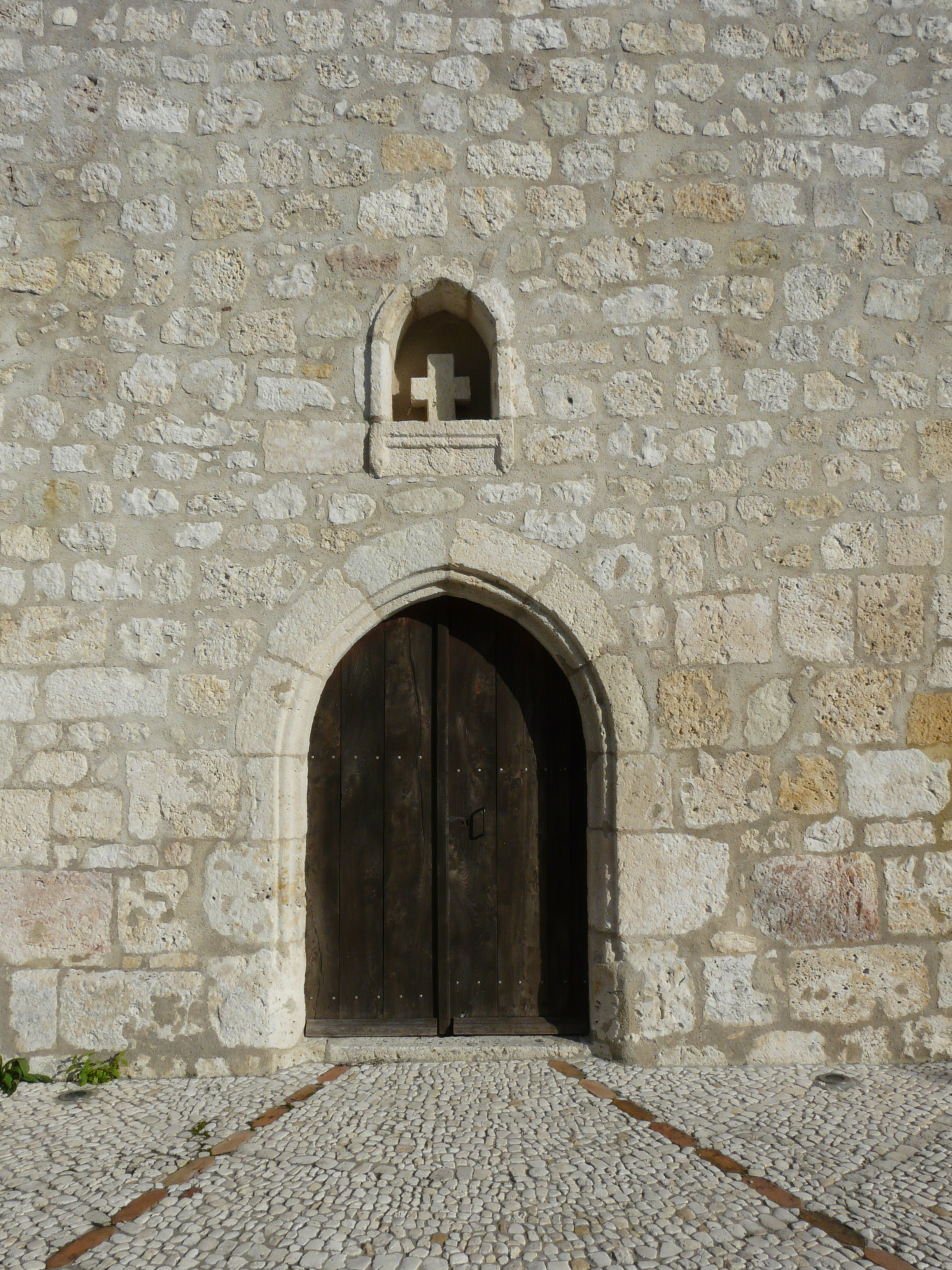
Eingangsportal
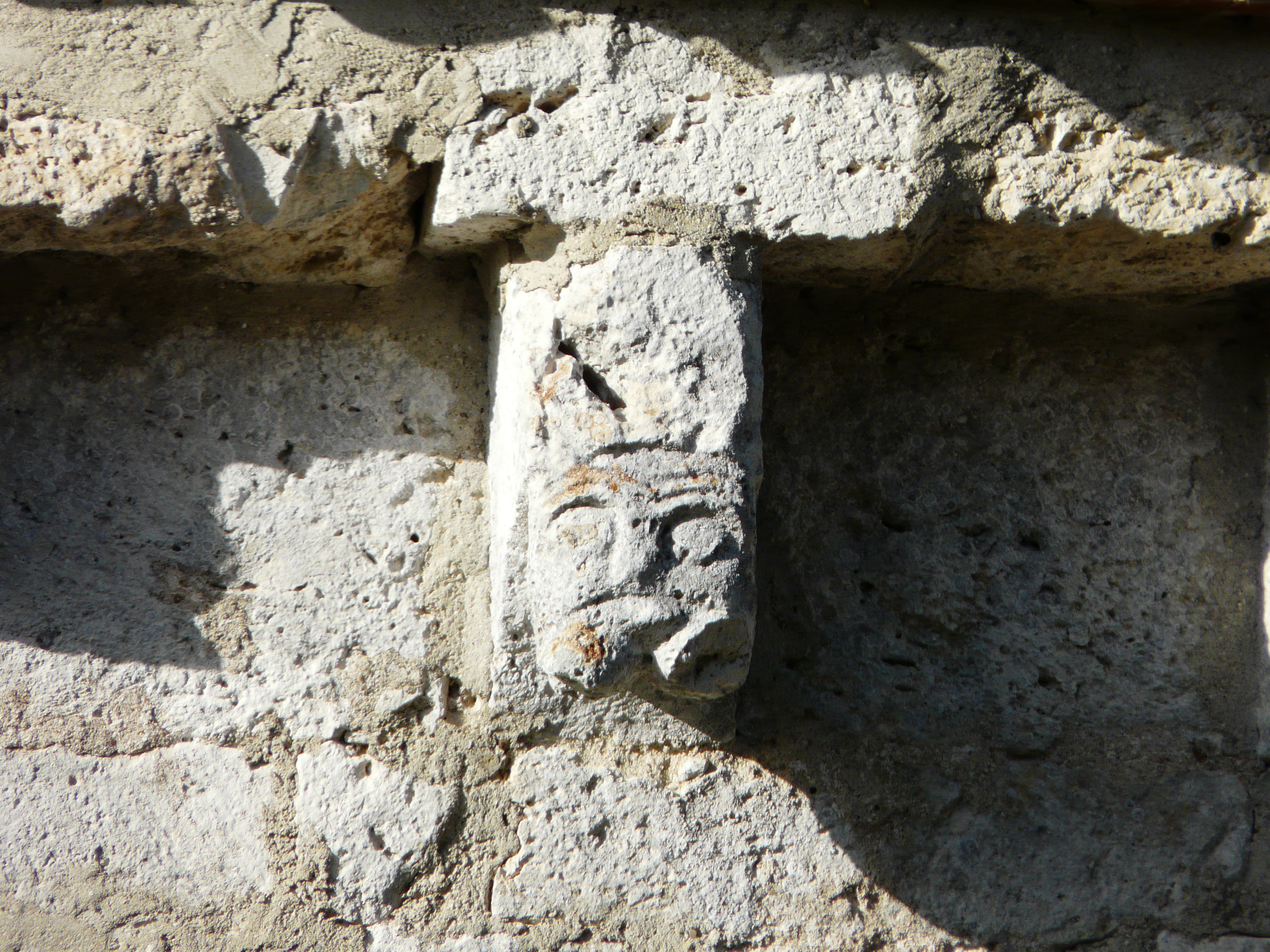
Konsole an der Apsis

### PfarrkircheSaint-Pierre-ès-Liens
Die ursprünglich romanische Kirche wurde in den Hugenottenkriegen zerstört und von der Adelsfamilie Courssou de Caillevel wieder neu gebaut. Namensgebend für die Kirche sind die Ketten, mit dem Apostel Petrus laut Apostelgeschichte des Lukas in Rom gefesselt war. Der markante Glockenturm wurde 1904 errichtet. Mit seinen Zinnen erinnert er an einen viereckigen Bergfried. Die Kirche birgt unter anderem einen silbernen Kelch und eine silberne Patene aus dem 18. Jahrhundert mit lateinischen Inschriften und reichen Verzierungen. Sie sind seit dem 9. November 1976 als bewegliche Objekte als Monuments historiques klassifiziert.

Pfarrkirche Saint-Pierre-ès-Liens
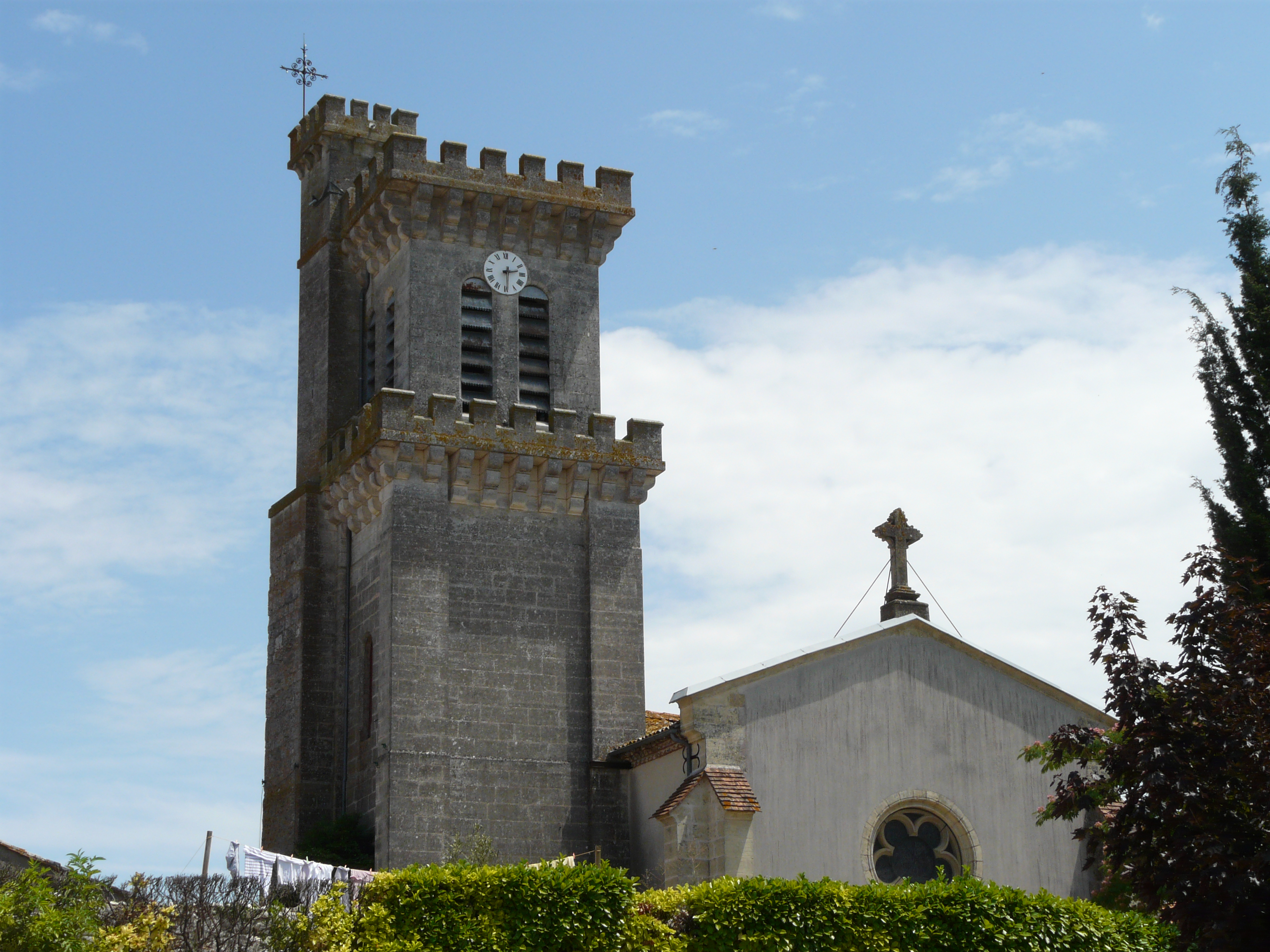
Westfassade mit Glockenturm
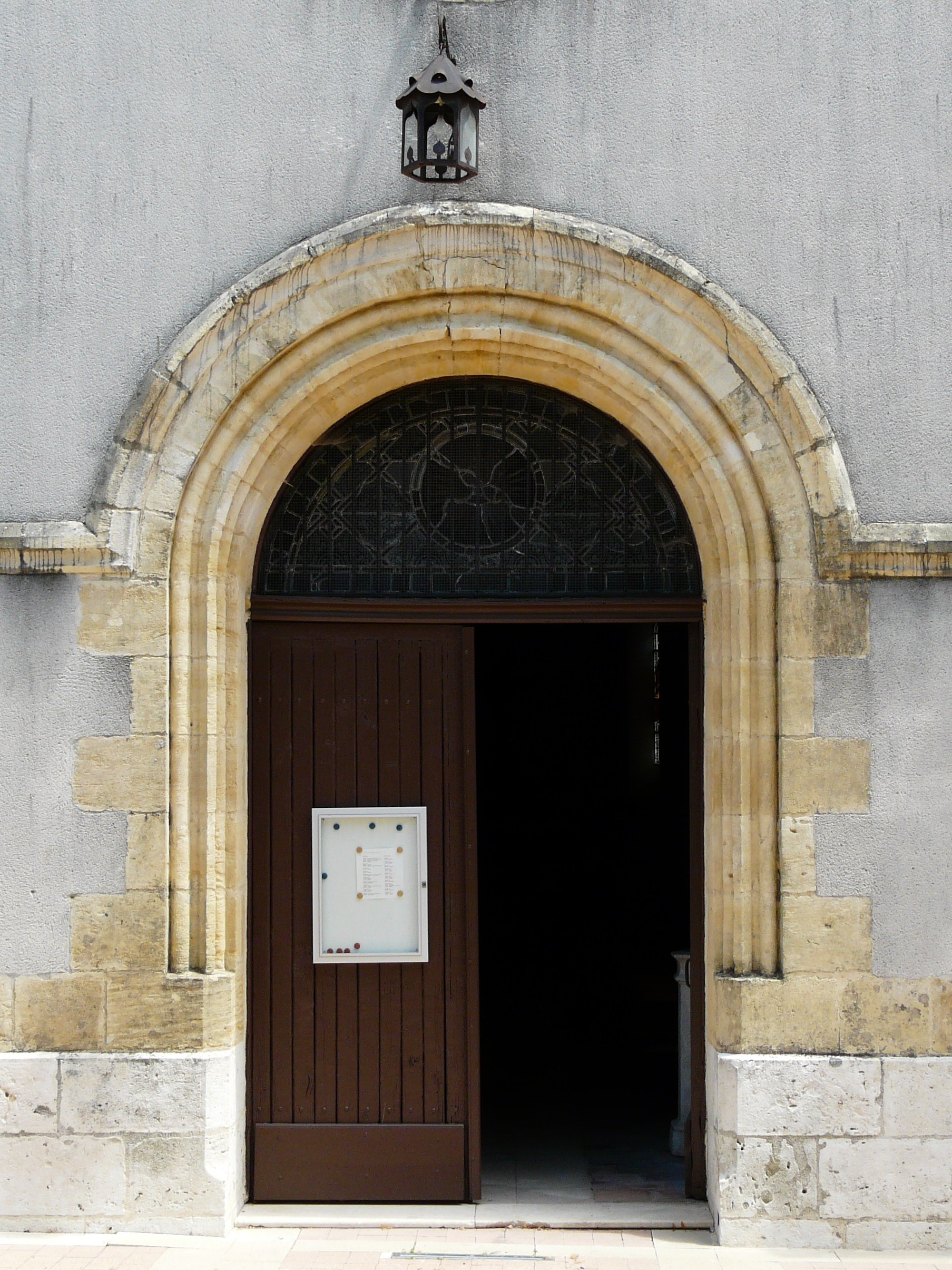
Eingangsportal
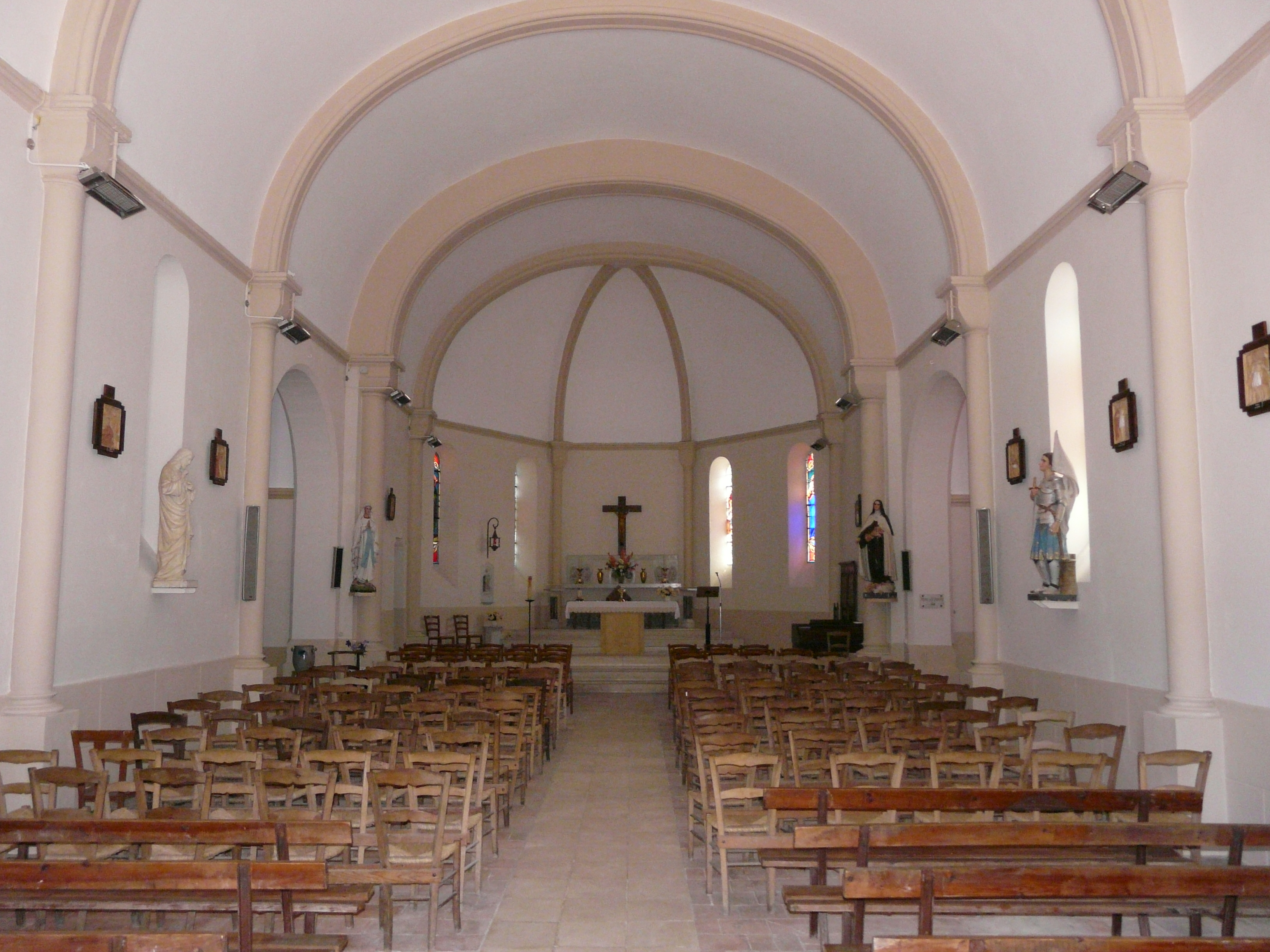
Kirchenschiff mit Blick auf den Chor
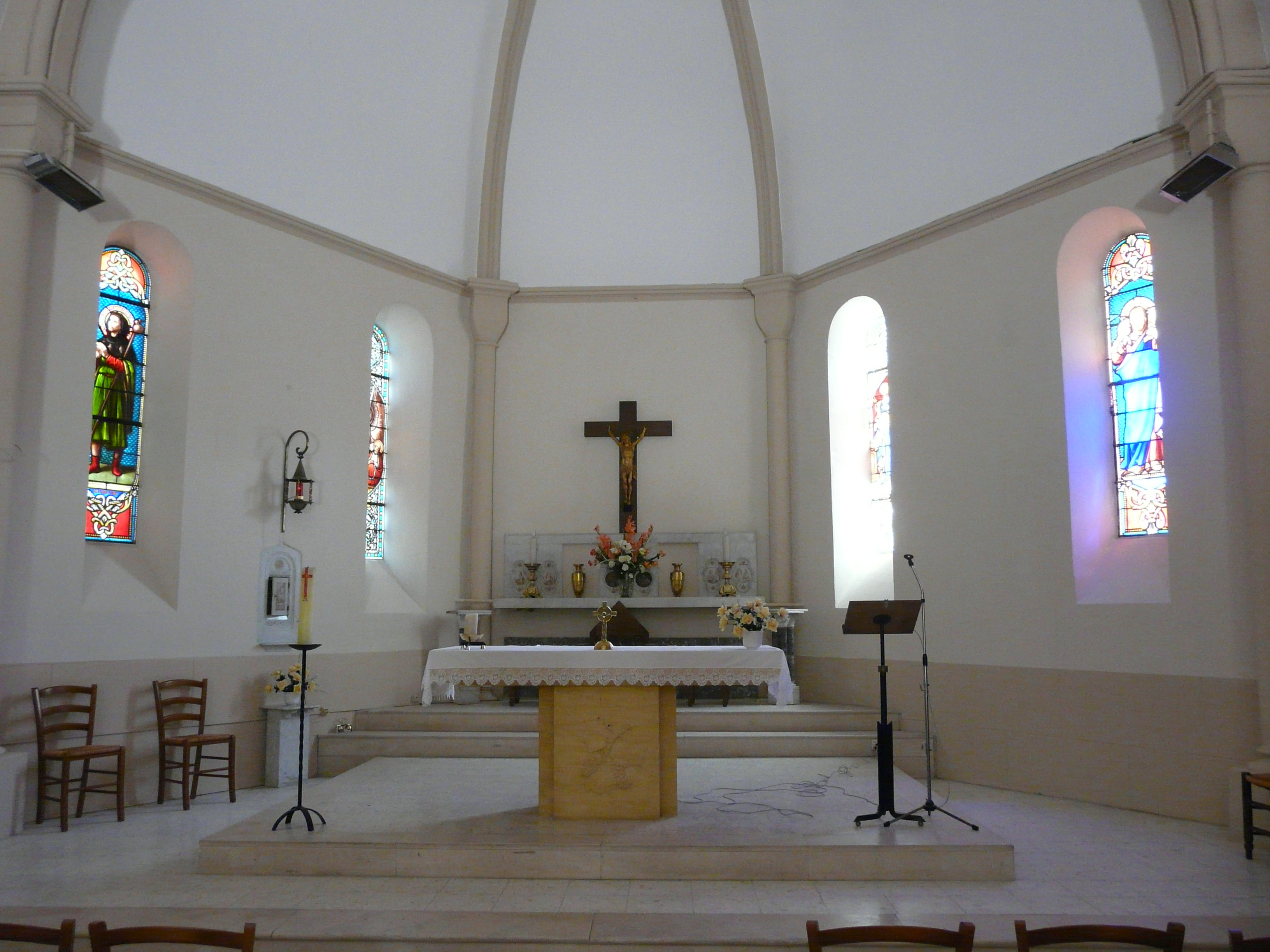
Chor

Glasfenster in der Pfarrkirche
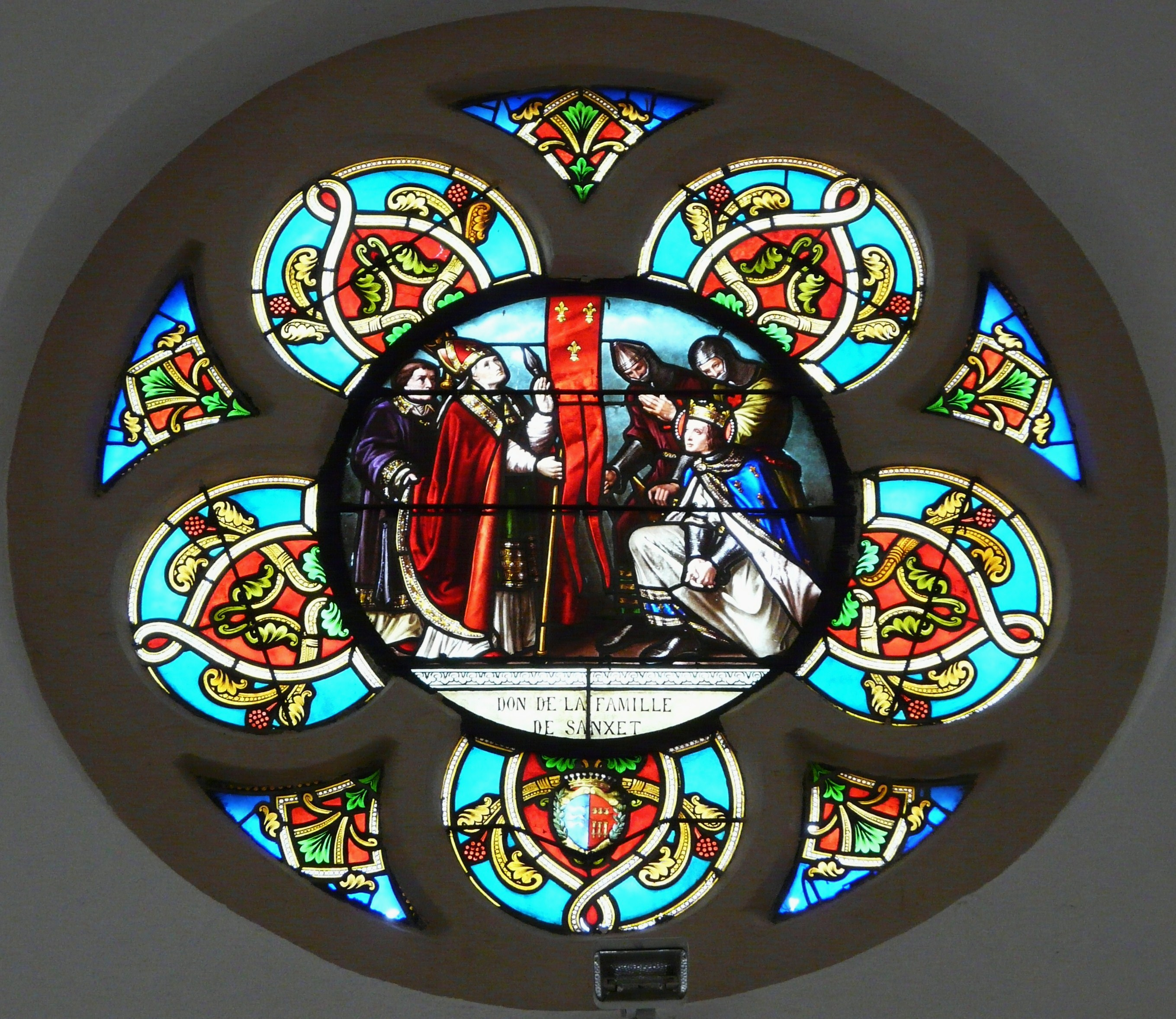
Fensterrose
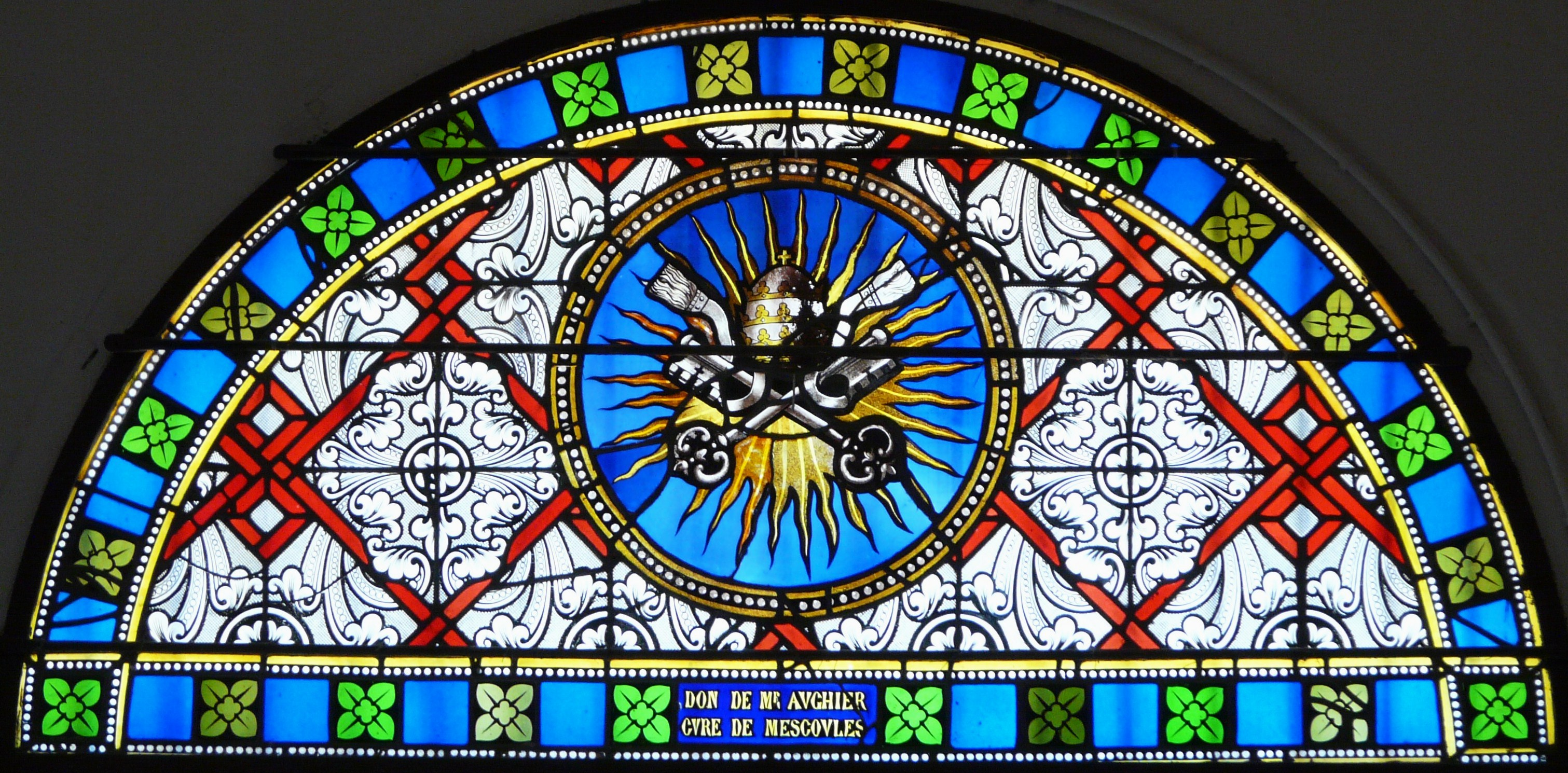
Glasfenster des Eingangsportals
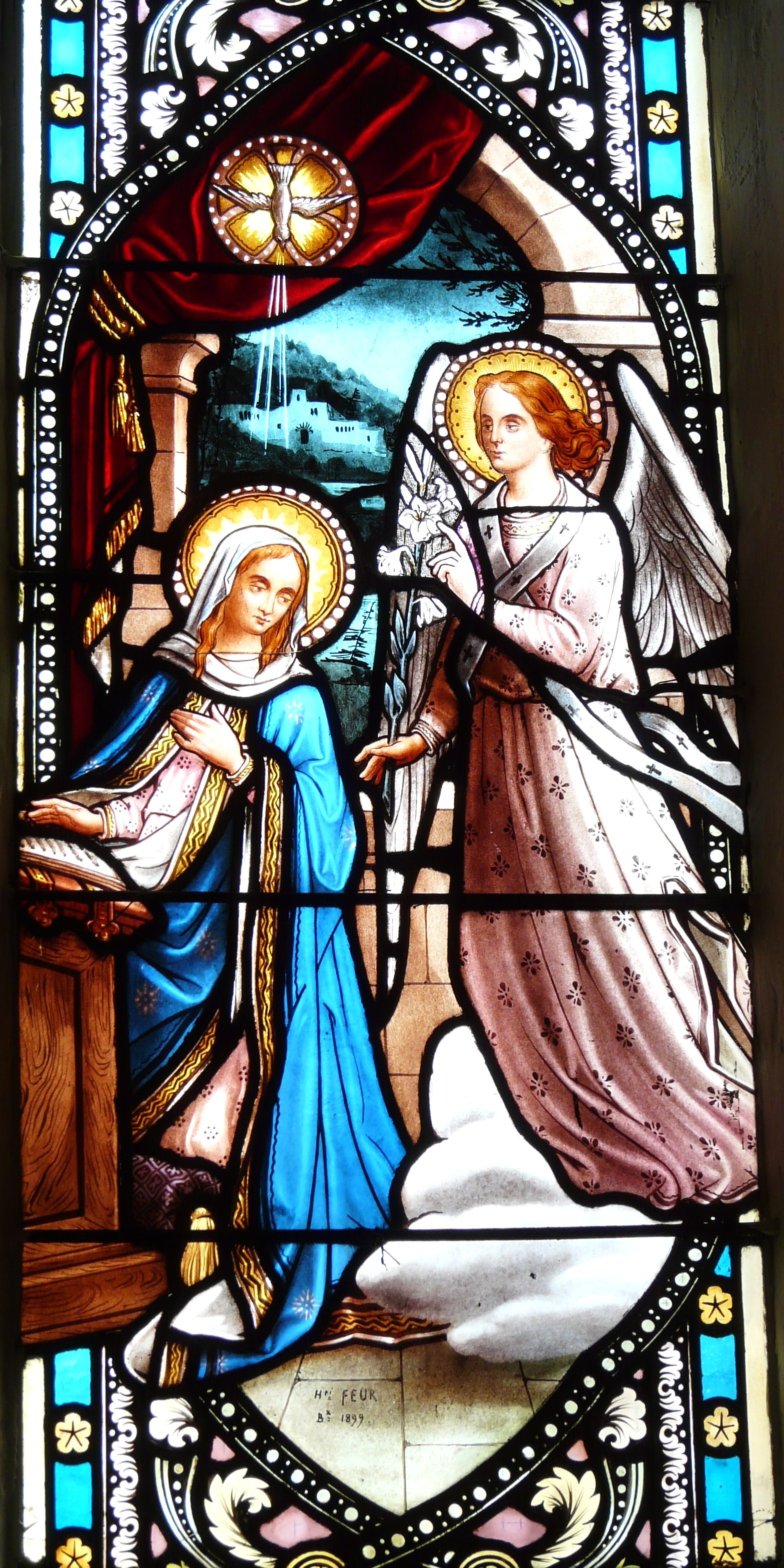
Verkündigung des Herrn
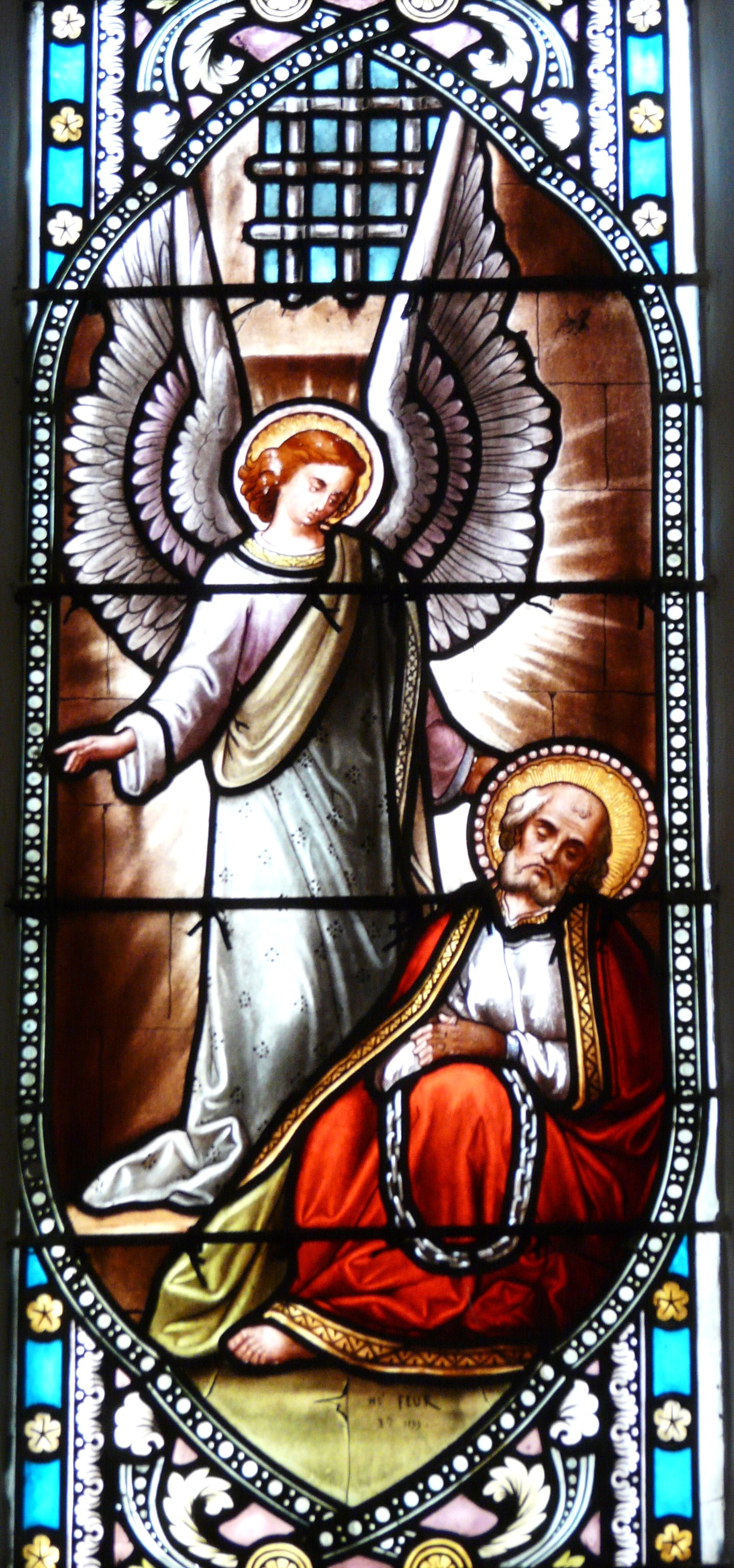
Apostel Petrus in Ketten
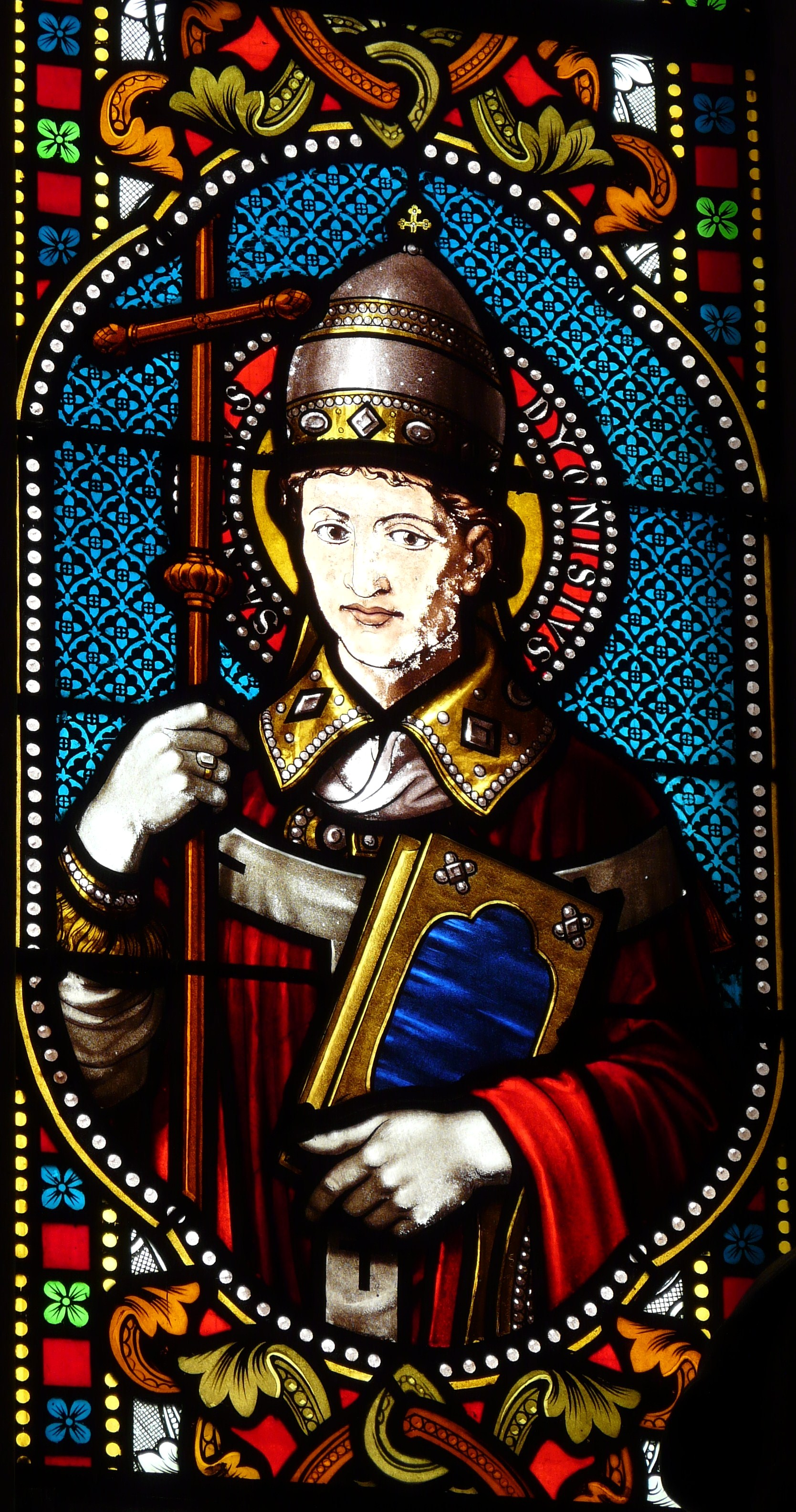
Dionysius von Alexandria

### Schloss Bélingard
Der keltische Sonnengott Belin oder Beleen ist der Namensgeber des Schlosses, das heute in siebter Generation ein Weingut ist. Auf dem Gelände ist ein Felsen gefunden worden, der die Form eines Sitzes besitzt und eine ehemalige Opferstätte sein könnte.

### Schloss Malveyran

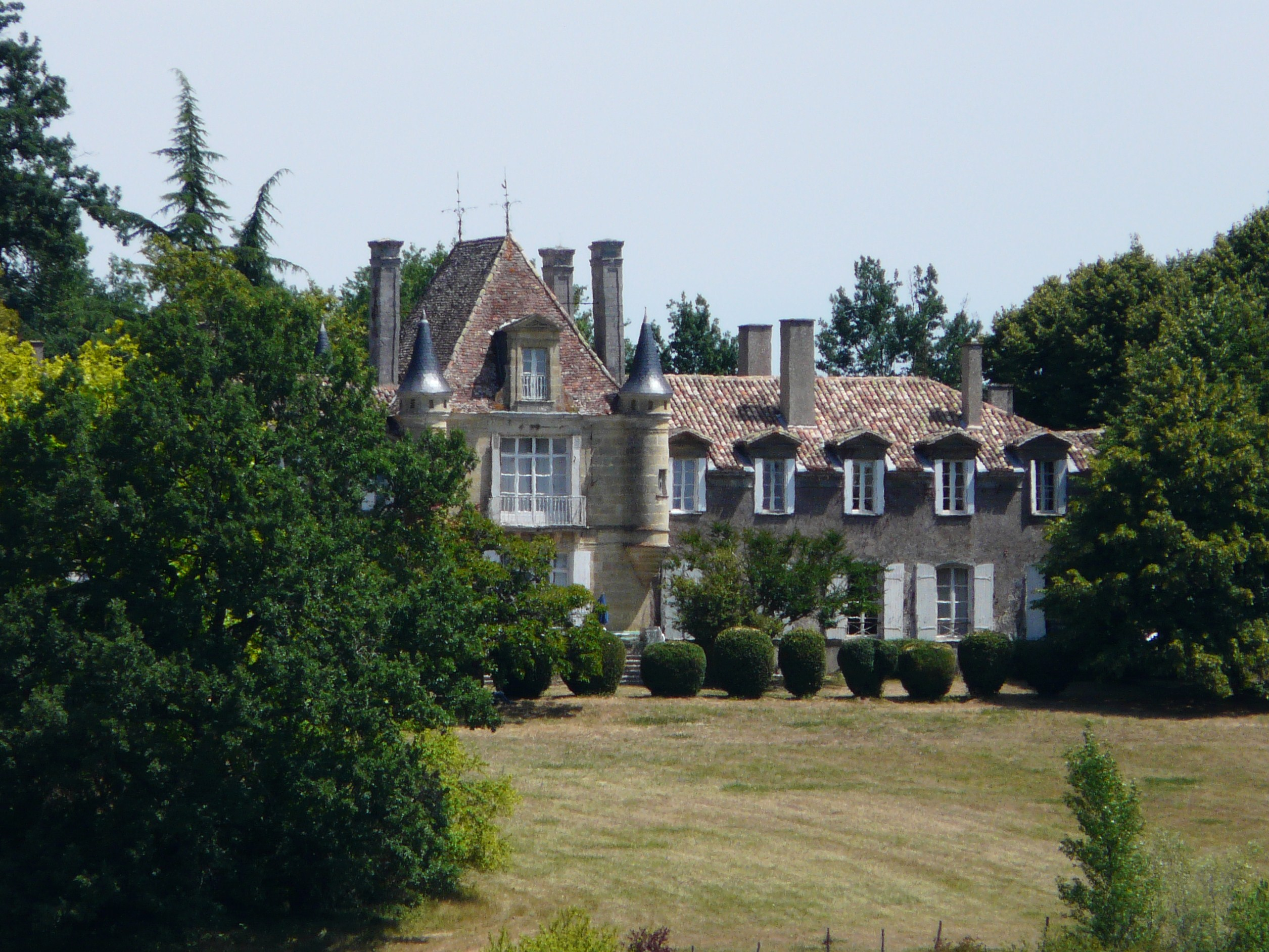
Schloss Pécany

Das Gebäude ist im 13. bis 15. Jahrhundert errichtet worden und befindet sich im Zentrum von Pomport.

### Schloss Pécany
Es handelt sich um das ehemalige Lehen der Familien Courson und La Mothe. Samuel de la Mothe, der es im Jahre 1636 besaß, erbte den Adelssitz von seiner Mutter, deren Schwester 1627 Antoine de Courson geheiratet hatte. Das heutige Herrenhaus wurde gegen 1780 von Etienne Escot errichtet, der seinen Reichtum als Händler in den Niederlanden erwarb. Der Wohntrakt wird durch Tourellen verziert und von zwei Seitenflügeln flankiert, deren Fassaden nach Süden auf Grünland gehen und nach Norden auf einen Innenhof, der von Nebengebäuden umsäumt ist. Bemerkenswert sind Kamine aus Stein und zahlreiche Lukarne. Das Schloss ist heute ein Weingut.

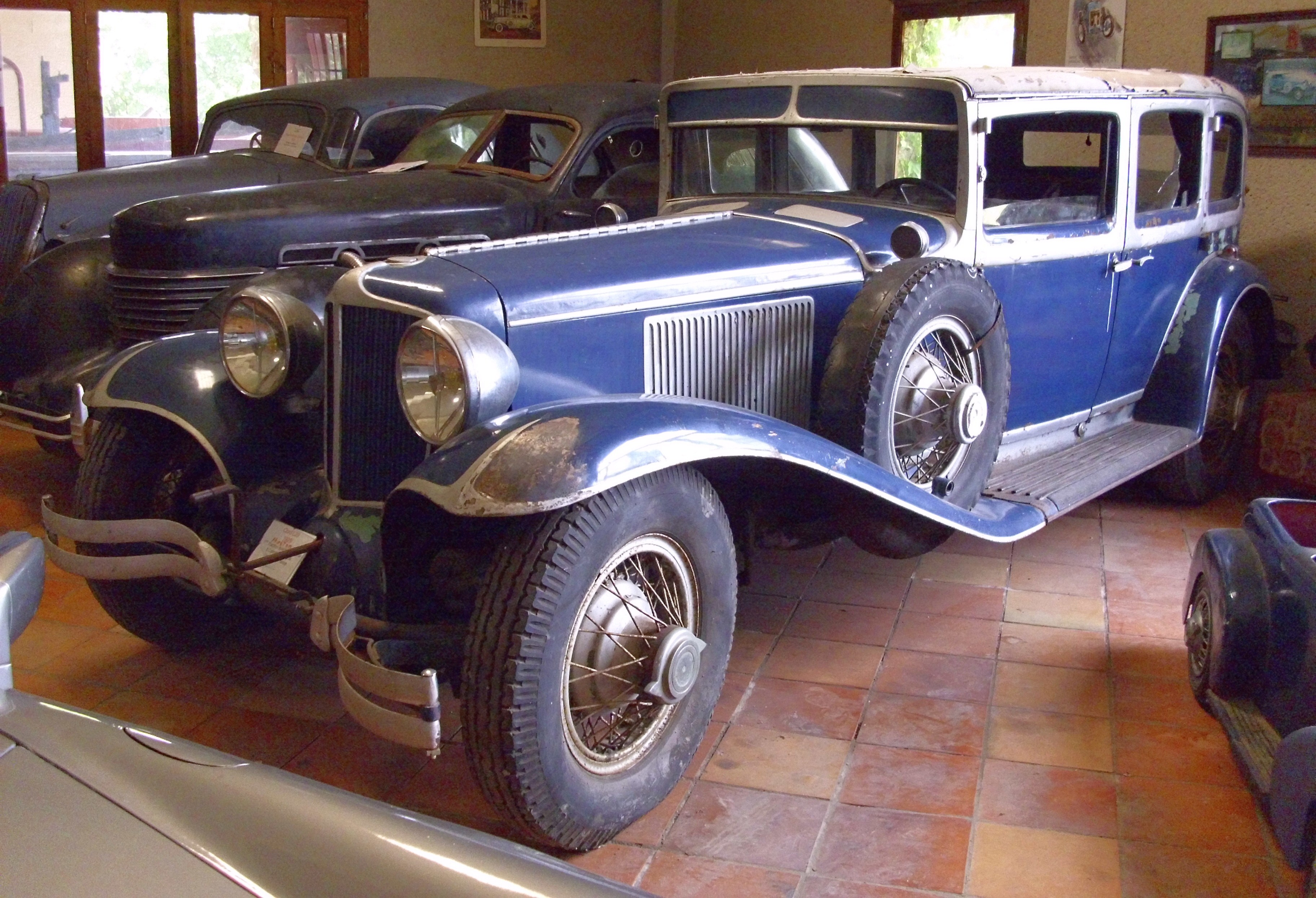
Automobilmuseum im Schloss Sanxet mit einem Cord L-29 von 1929 im Vordergrund

### Schloss Sanxet
Ursprünglich war das Schloss eine englische Festung. Seit dem 16. Jahrhundert gehörte es derselben Familie. Ein runder Eckturm und Sprossenfenster verschönern den Wohntrakt. Auf der ersten Etage gibt es ein Zimmer mit einem Mosaikfußboden aus Kieselsteinen. Vor der Eingangsmauer sind einige Steinkugeln aus den umliegenden Feldern zusammengetragen, die von Hand zugeschnitten sind. Im 17. Jahrhundert wurden Kellerräume unter dem Schloss geschaffen, um dort Weinkeller einzurichten. Das Schloss ist heute ein Weingut und unterhält ein Automobilmuseum.

### Herrenhaus Birondie
Jeanne-Amélie-Blanche Franc de Ferrière (1859–1940), die später Pierre Loti, einen französischen Marineoffizier und Schriftsteller heiratete, kam auf dem alten Landgut zur Welt.

### Herrenhaus Caillevel
Das heutige Weingut liegt südlich des Zentrums von Pomport und war ursprünglich ein Adelssitz. Es hat heute seine Kapelle bewahren können.

### Herrenhaus Gironie
Der ehemalige Adelssitz liegt westlich des Zentrums von Pomport und gehörte der Familie Alba.

### Herrenhaus Montlong
Ehemaliges Lehen und Adelssitz. Der Seigneur von Mons logus bezeugte im Jahre 1273 seine Ehrerbietung dem englischen König.

## Wirtschaft und Infrastruktur

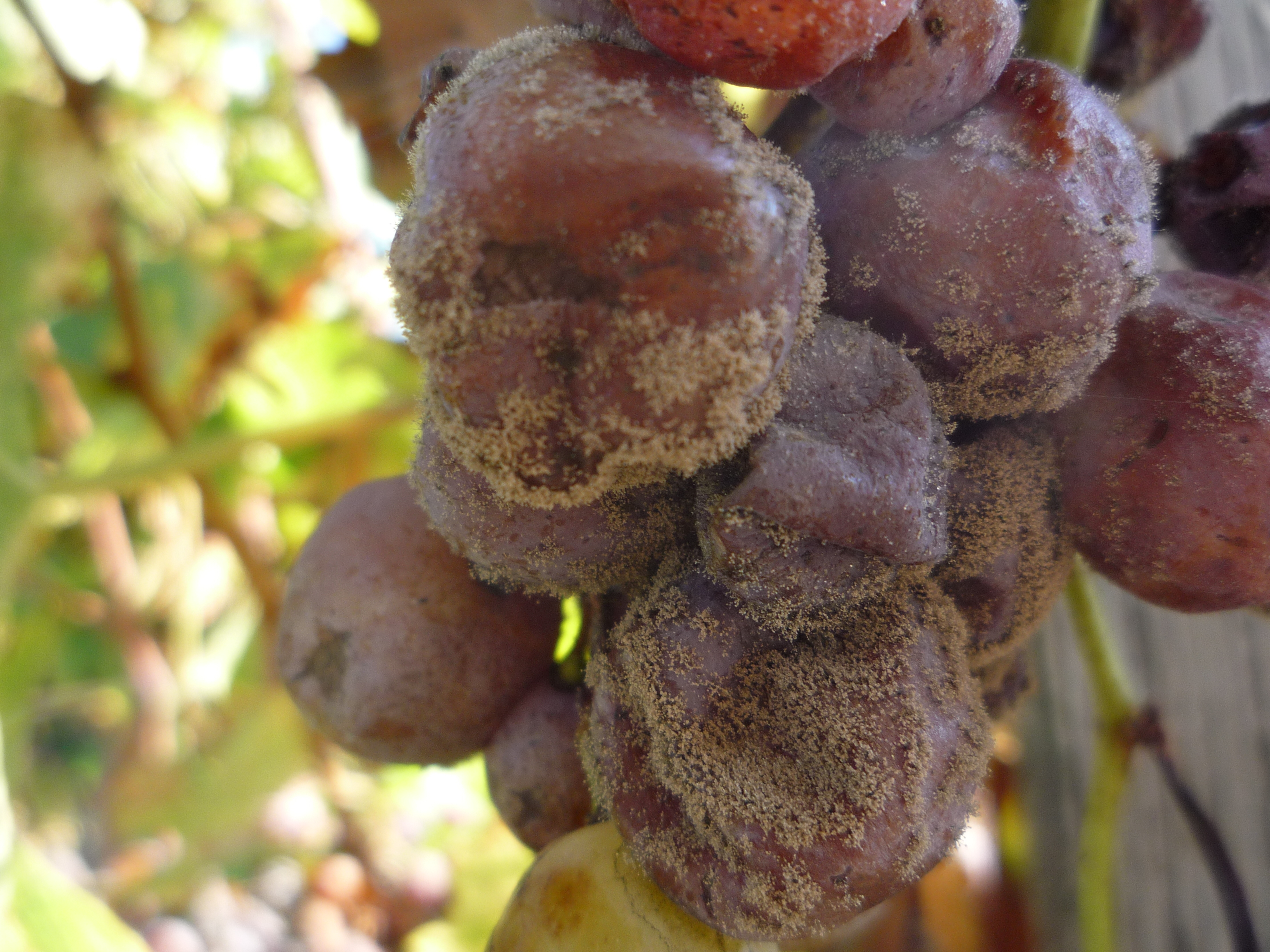
Rebsorte Sémillon, von der Edelfäule Botrytis cinerea befallen

Der Weinbau ist einer der wichtigsten Wirtschaftsfaktoren der Gemeinde. Wein wird auf 1200 der 1954 Hektar der Gemeindefläche angebaut.
Pomport liegt in den Zonen AOC des Bergerac mit den Appellationen Bergerac (blanc, rosé, rouge), Côtes de Bergerac (blanc, rouge) und des Monbazillac, einem Dessertwein.

### Bildung
Die Gemeinde verfügt über eine öffentliche Vorschule mit 80 Schülerinnen und Schülern im Schuljahr 2018/2019.

Logo des Jakobswegs

### Sport und Freizeit
- Der Fernwanderweg GR 654 von Namur in Belgien über Vézelay nach Saint-Jean-Pied-de-Port führt gemeinsam mit dem GR 6 über das nördliche Gebiet von Pomport. Er folgt der Via Lemovicensis, einem der vier Jakobswege in Frankreich.[21]

- Der Fernwanderweg GR 6 von Sainte-Foy-la-Grande (Département Gironde) nach Saint-Paul-sur-Ubaye (Département Alpes-de-Haute-Provence) führt auch an Pomport vorbei.[22]

### Verkehr
Die Route départementale 14 streift das nördliche Gebiet der Gemeinde. Die Route départementale 16 durchquert es von Nord nach Südwest und verbindet Pomport im Norden mit der Nachbargemeinde Lamonzie-Saint-Martin auf der Achse Bordeaux–Bergerac, im Südwesten mit der Nachbargemeinde Cunèges. Die Route départementale 16 durchquert Pomport von Süd nach Ost und verbindet die Gemeinde im Süden mit der Nachbargemeinde Sigoulès, dem Hauptort des früheren Kantons, und im Osten mit der Route départementale 933, der ehemaligen Route nationale 133.

## Gemeindepartnerschaft
Pomport unterhält seit 1987 eine Partnerschaft mit der französischen Gemeinde Bréhan im Département Morbihan in der Region Bretagne.